# Burmese klepweekschildpad
De Burmese klepweekschildpad (Lissemys scutata) is een schildpad uit de familie weekschildpadden (Trionychidae).

## Naam en indeling
De wetenschappelijke naam van de soort werd voor het eerst voorgesteld door Wilhelm Peters in 1868. Oorspronkelijk werd de wetenschappelijke naam Emyda scutata gebruikt.  De soortaanduiding scutata komt uit het Latijn en betekent vrij vertaald 'voorzien van een schild'.
De Burmese klepweekschildpad werd lange tijd beschouwd als een ondersoort van de Indische klepweekschildpad (Lissemys punctata).

## Uiterlijke kenmerken
De schildpad kan een rugschildlengte bereiken van 37 centimeter. De schildkleur is olijfbruin en heeft bij jongere dieren vele kleine donkere vlekjes die bij oudere dieren verdwijnen. Het schild is sterk koepelvormig en ovaal van vorm. Onder het buikschild zijn zeven kleine flapjes aanwezig die de ledematen beschermen als deze worden ingetrokken. Het buikschild is voorzien van een scharnierend deel dat kan worden dichtgeklapt. 
Mannetjes zijn van vrouwtjes te onderscheiden door een langere en dikkere staart en een iets holler buikschild. 

## Levenswijze
De Burmese klepweekschildpad is en omnivoor die leeft van vissen en amfibieën. Daarnaast worden ook aas en waterplanten gegeten. 

## Verspreiding en habitat
De schildpad komt voor in delen van Azië en leeft in de landen Thailand en Myanmar. De habitat bestaat uit langzaam stromende wateren zoals moerassen en kleine rivieren in tropische en subtropische bossen. Ook in door de mens aangepaste streken zoals irrigatiekanalen kan de schildpad worden gevonden. De soort is aangetroffen van zeeniveau tot op een hoogte van ongeveer 300 meter boven zeeniveau. 

## Beschermingsstatus
De schildpad wordt gevangen door de lokale bevolking om als voedsel te worden verkocht. Vaak worden de dieren geëxporteerd naar China. 
Door de internationale natuurbeschermingsorganisatie IUCN is de beschermingsstatus 'veilig' toegewezen (Least Concern of LC).